# Saxifraga wilczekii
Saxifraga wilczekii är en stenbräckeväxtart som beskrevs av Verguin, Amp; Neyraut och Luizet. Saxifraga wilczekii ingår i Bräckesläktet som ingår i familjen stenbräckeväxter. Inga underarter finns listade i Catalogue of Life.